# Grangemouth
Grangemouth (gael. Inbhir Ghrainnse) è una città del Regno Unito in Scozia, nell'area amministrativa di Falkirk.